# Nihon Nohyaku
Nihon Nōyaku K.K. (日本農薬株式会社, Nihon Nōyaku Kabushiki-gaisha, littéralement : « société anonyme agrochimique japonaise », en anglais Nihon Nohyaku Co., Ltd.) est une entreprise chimique japonaise, productrice de produits phytopharmaceutiques, appartenant au groupe Furukawa. 
Nihon Nōyaku est un des leaders dans le domaine de la recherche sur les insecticides.
La société Nihon Tokushu Noyaku Seizo, devenue par la suite Nippon Bayer (groupe Bayer AG), fut à l'origine de la découverte de l'imidaclopride. 
Dans la gamme de produits de Nihon Nōyaku figurent notamment les substances actives suivantes : flubendiamide, flutolanile, isoprothiolane, pyraflufène-éthyl et pyrifluquinazone.